# Алга (Шуський район)
Алга́ (каз. Алға) — село у складі Шуського району Жамбильської області Казахстану. Адміністративний центр Алгинського сільського округу.
Населення — 2248 осіб (2021; 296 у 2009, 2042 у 1999, 2201 у 1989).